# Baltimore and Ohio Railroad

Verwaltungsgebäude der B&O in Baltimore

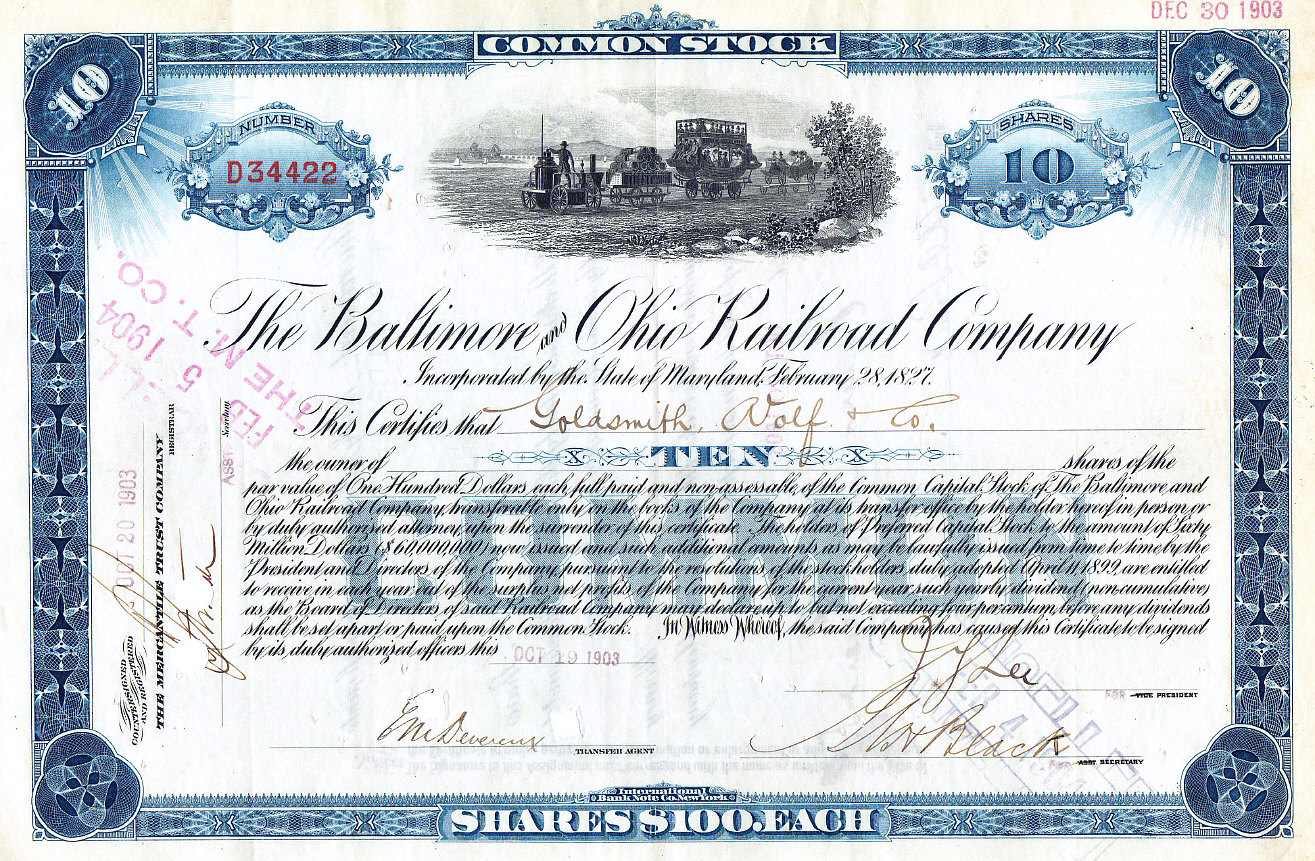
Aktie der B&O von 1903

Die Baltimore and Ohio Railroad (BO, B&O) war eine US-amerikanische Eisenbahngesellschaft. Sie war die erste für den öffentlichen Verkehr vorgesehene Eisenbahn in den USA und bestand als Unternehmen vom 24. April 1827 bis zum 30. April 1987. Die Strecken der Gesellschaft sind heute Teil des Netzes der CSX Transportation. Firmensitz war Baltimore.

## Streckennetz
Das Streckennetz reichte von Baltimore nach Philadelphia und Washington und im Westen nach Cumberland. Von Cumberland aus bestanden als wichtigste Verbindungen Strecken nach Chicago, St. Louis, Cincinnati, Cleveland, Pittsburgh und Toledo. Ein Großteil des Streckennetzes lag in Ohio und West Virginia.

## Geschichte
Die Baltimore and Ohio Railroad wurde gegründet, um den konkurrierenden Häfen in New York und Philadelphia den Vorteil, den diese durch Kanäle zur Erschließung des Hinterlandes hatten, streitig zu machen.
Geplant war der Bau einer für den öffentlichen Verkehr vorgesehenen Eisenbahnstrecke von Baltimore zum Ohio River. Dies war für die damalige Zeit angesichts der technischen Möglichkeiten und des zu durchquerenden Geländes ein gewagtes Unternehmen. Eine Alternative wäre ein Kanal gewesen, aber auch mit einem solchen wäre die Überquerung der Allegheny Mountains technisch äußerst schwierig gewesen.
Als Geburtsdatum der Gesellschaft wird oft der 28. Februar 1827 genannt. An diesem Tag vergab als erster US-Bundesstaat Maryland eine gesetzliche Konzession für den Betrieb einer Eisenbahn, Virginia folgte am 8. März. Am 24. April wurde die Baltimore and Ohio Railroad von den Anteilsinhabern schließlich formell gegründet und Philipp E. Thomas zu ihrem ersten Präsidenten gewählt. Eine weitere Konzession erhielt das Unternehmen von Pennsylvania am 22. Februar 1828.
Der Grundstein für die erste Eisenbahnstrecke wurde vom damals 90-jährigen Charles Carroll am 4. Juli 1828 gelegt, dem letzten lebenden Unterzeichner der Unabhängigkeitserklärung. Mit den Bauarbeiten wurde am 7. Juli 1828 begonnen.

### Erste Strecken

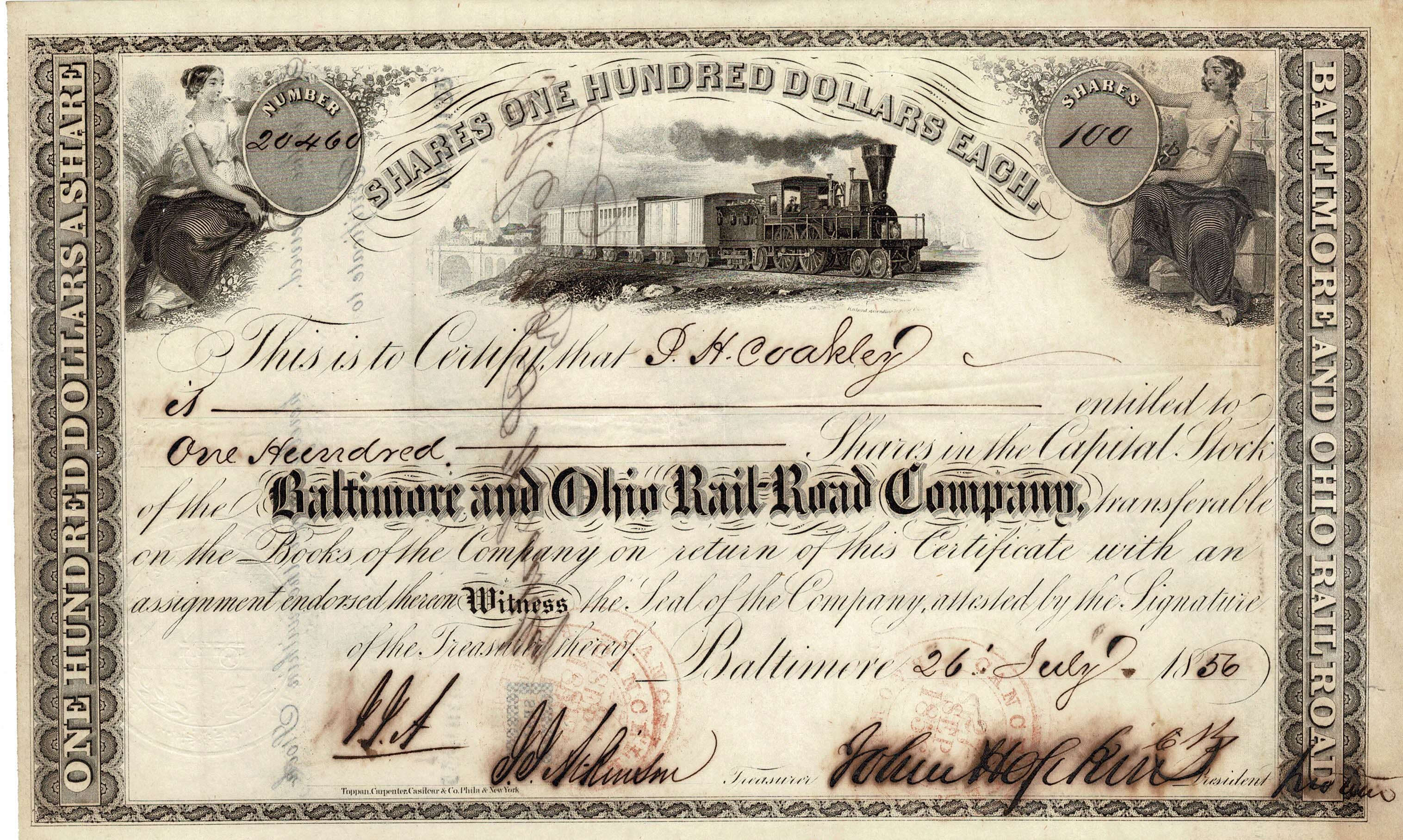
Aktie der Baltimore and Ohio Rail-Road Company vom 26. Juli 1856; signiert von Johns Hopkins als „president pro. tem.“

Eisenbahn der Baltimore and Ohio Railroad Company im Tiber Creek bei Washington, D.C., Zeichnung von August Koellner, 1839

Als erster Bauabschnitt war eine Strecke zum Potomac River geplant. Am 24. Mai 1830 begann der planmäßige Betrieb auf der in Normalspur ausgeführten Strecke bis Ellicott’s Mill. Die erste in den USA gebaute Dampflokomotive Tom Thumb befuhr am 28. August 1830 diese Strecke. Am 1. Dezember 1831 wurde Frederick (Maryland) erreicht. Im August 1835 wurde die Zweigstrecke nach Washington fertiggestellt und 1837 wurde die Brücke über den Potomac bei Harpers Ferry (West Virginia) fertiggestellt.

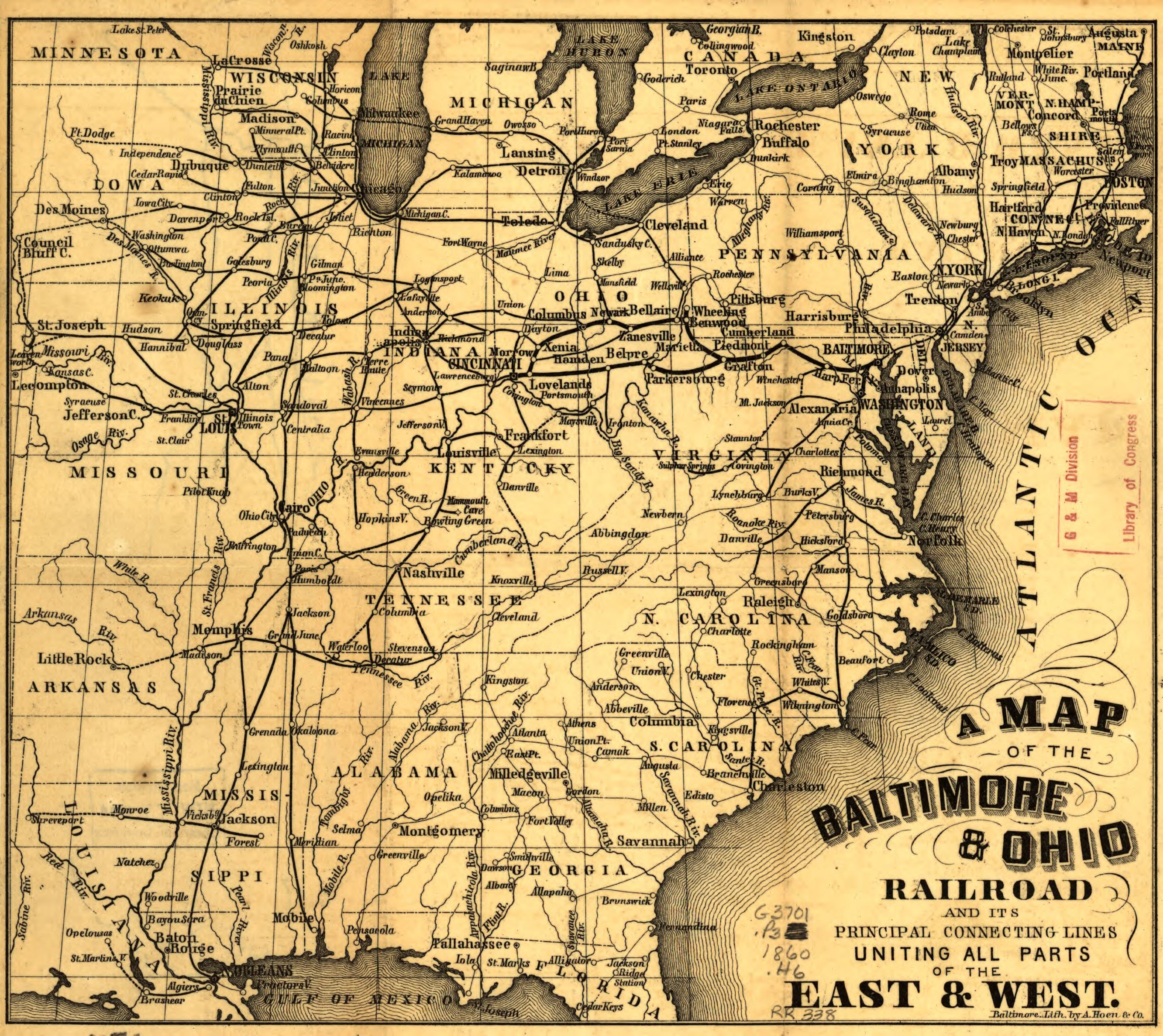
B&O-Netz um 1860

Hier traf man auf die Gleise der Winchester & Potomac und es kam zur ersten Verbindung von zwei Eisenbahngesellschaften in den USA. Von dort aus wurde nach Westen über Cumberland (Maryland) bis nach Grafton (West Virginia) und dann nach Nordwesten weitergebaut, und am 24. Dezember 1852 wurde das Ziel, der Ohio River, in Wheeling (West Virginia) erreicht. Die Strecke hatte nunmehr eine Länge von 610 km. Von Grafton aus wurde eine weitere Strecke an den Ohio bis Parkersburg (West Virginia) gebaut. Durch den Amerikanischen Bürgerkrieg kam es zum Erliegen des weiteren Netzausbaues. Durch die Armee der Südstaaten kam es in den Kriegsjahren wiederholt zu Sabotageakten, die den Zugbetrieb stilllegten.
1867 ging die Eisenbahngesellschaft unter Albert Schumacher eine weitreichende Partnerschaft mit dem Norddeutschen Lloyd ein. Passagiere auf der Linie Bremerhaven – Baltimore konnten so noch in Europa Fahrscheine in den Mittleren Westen erwerben und an der Pier in Baltimore direkt vom Schiff in die Bahn umsteigen. Baltimore wurde dadurch zeitweilig zum zweitwichtigsten Einwanderungshafen nach New York. Der Erste Weltkrieg beendete diese Partnerschaft.

### Ausdehnung nach Westen
Ab 1866 begann die Bahngesellschaft, sich weiter nach Westen auszudehnen. Sie mietete mehrere Strecken und verlängerte somit ihr Streckennetz von Bellaire, Ohio über Newark, Ohio nach Westen nach Columbus, Ohio und nach Norden nach Sandusky, Ohio. Von einem Punkt an dieser Strecke, Chicago Junction (heute Willard, Ohio), baute eine Tochtergesellschaft der B&O, die Baltimore & Ohio & Chicago, in den Jahren 1872 bis 1874 eine Strecke nach Chicago. Trotz der finanziellen Probleme aufgrund der Panik von 1873 wurde der Streckenausbau unter dem Präsidenten John W. Garrett fortgesetzt. So wurden eine Strecke von Cumberland nach Pittsburgh „Sandpatch Route“ und eine weitere Verbindung nach Washington in Betrieb genommen.

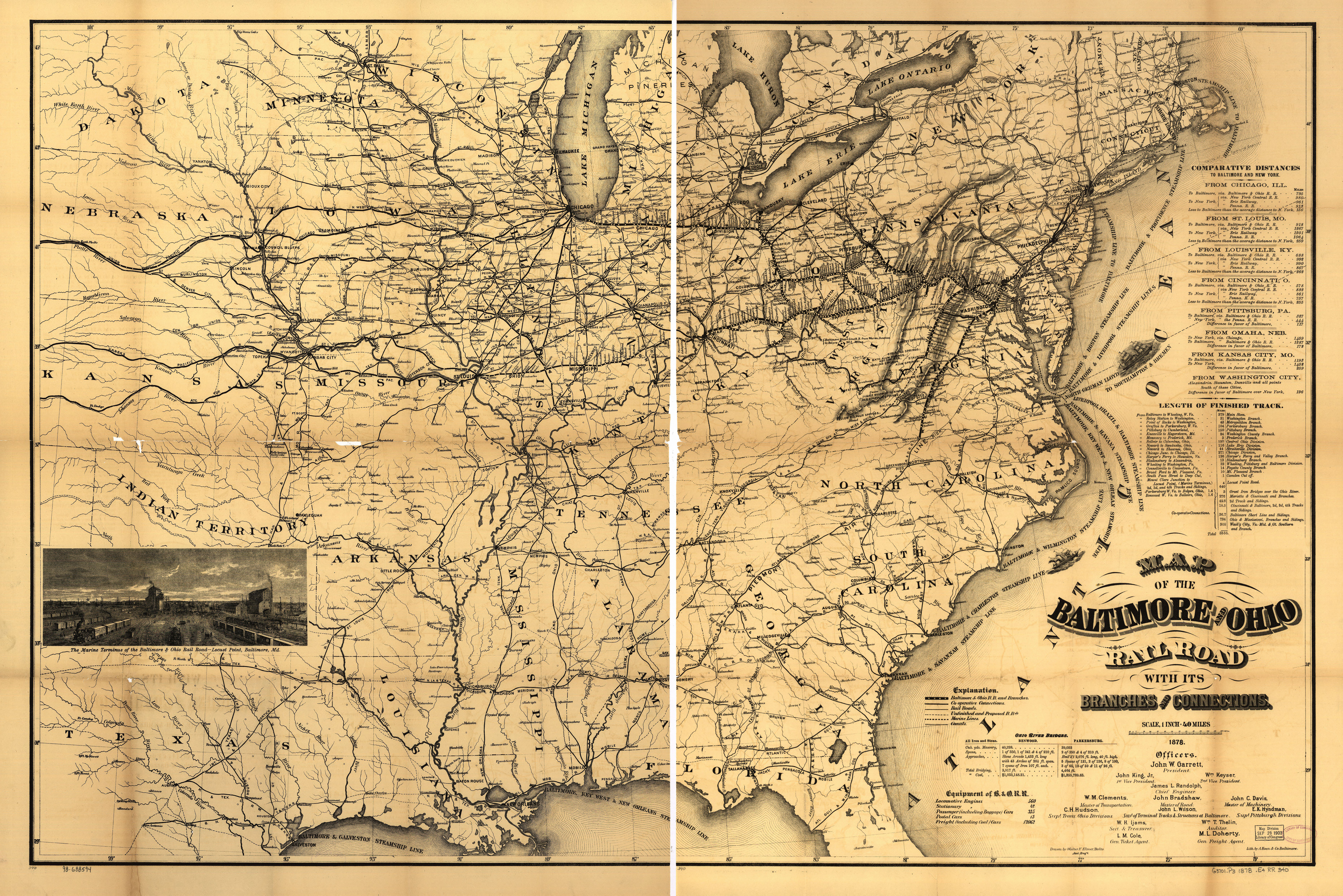
Streckenkarte der B&O 1878

In der Folgezeit kam es zu einigen Auseinandersetzungen mit der Pennsylvania Railroad (PRR). Zum einen betrachtete die PRR Pittsburgh als ihr eigenes Territorium, und zum anderen lag es am Bau einer B&O-Strecke nach Philadelphia. Bis in die 1870er Jahre betrieben die PRR (Jersey City – Philadelphia), die Philadelphia, Wilmington & Baltimore (Philadelphia – Baltimore) und die B&O (Baltimore – Washington) gemeinsam. Die B&O war jedoch nicht sehr kooperativ.
Insbesondere wurde das Angebot gemeinsamer Fahrkarten und Frachtpreise verhindert. Hinzu kam noch, dass die B&O zu diesem Zeitpunkt ein relativ sicheres Monopol für den Zugang nach Washington hatte. Deshalb baute die PRR 1882 eine eigene Strecke von Baltimore nach Washington. Im Gegenzug verlegte B&O seine Zugläufe auf die parallel führende Philadelphia & Reading-Central of New Jersey. Im Jahr 1881 gelang es der PRR sich die Kontrolle über die Philadelphia, Wilmington & Baltimore zu sichern. Die B&O verkündete darauf, dass sie eine eigene Strecke von Baltimore nach Philadelphia sowie Bahnhofsanlagen auf Staten Island bauen werde. Die PRR kündigte daraufhin 1884 die Durchfahrtsrechte der B&O-Züge. 1886 stellte die B&O ihre eigene Linie fertig. Die nächsten Erweiterungen waren die Übernahme der Kontrolle über die Pittsburgh & Western (Pittsburgh – Akron (Ohio)), Bau einer Strecke nach Westen von Akron nach Chicago Junction, Kontrolle der Baltimore & Ohio Southern (Parkersburg (West Virginia) – Cincinnati (Ohio) – St. Louis).

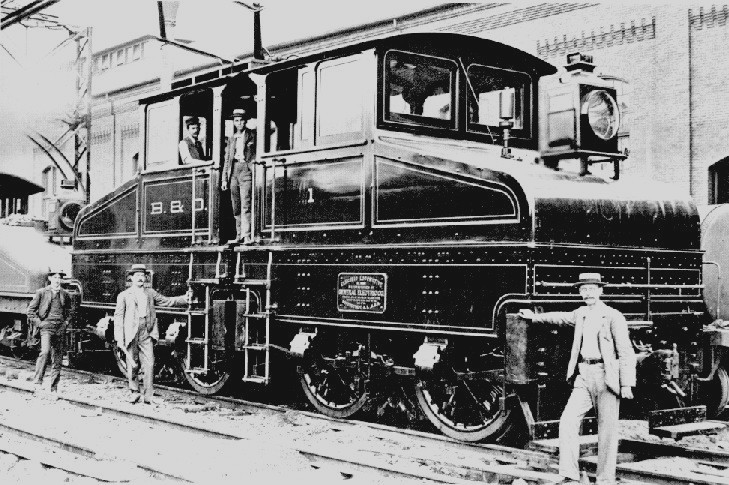
Tunnel-Lokomotive der LE-1 Nr. 1 der B & O 1895

 Um die Strecke Baltimore–Philadelphia mit dem Rest des Netzes zu verbinden, erfolgte 1895 der Bau des Baltimore Belt. Da eine Durchquerung der Stadt unmöglich war, musste der rund 1,6 km lange Howard-Street-Tunnel gebaut werden. Da dieser in einer Steigung lag, wurde mit einer starken Rauchentwicklung gerechnet, deshalb entschloss sich die Gesellschaft diese Strecke zu elektrifizieren. Die angeschafften Elektrolokomotiven LE-1 dienten als Vorspann für die Dampfzüge. Mit der Einführung der Diesellokomotiven wurde der elektrische Betrieb 1952 eingestellt.

### Das neue Jahrhundert

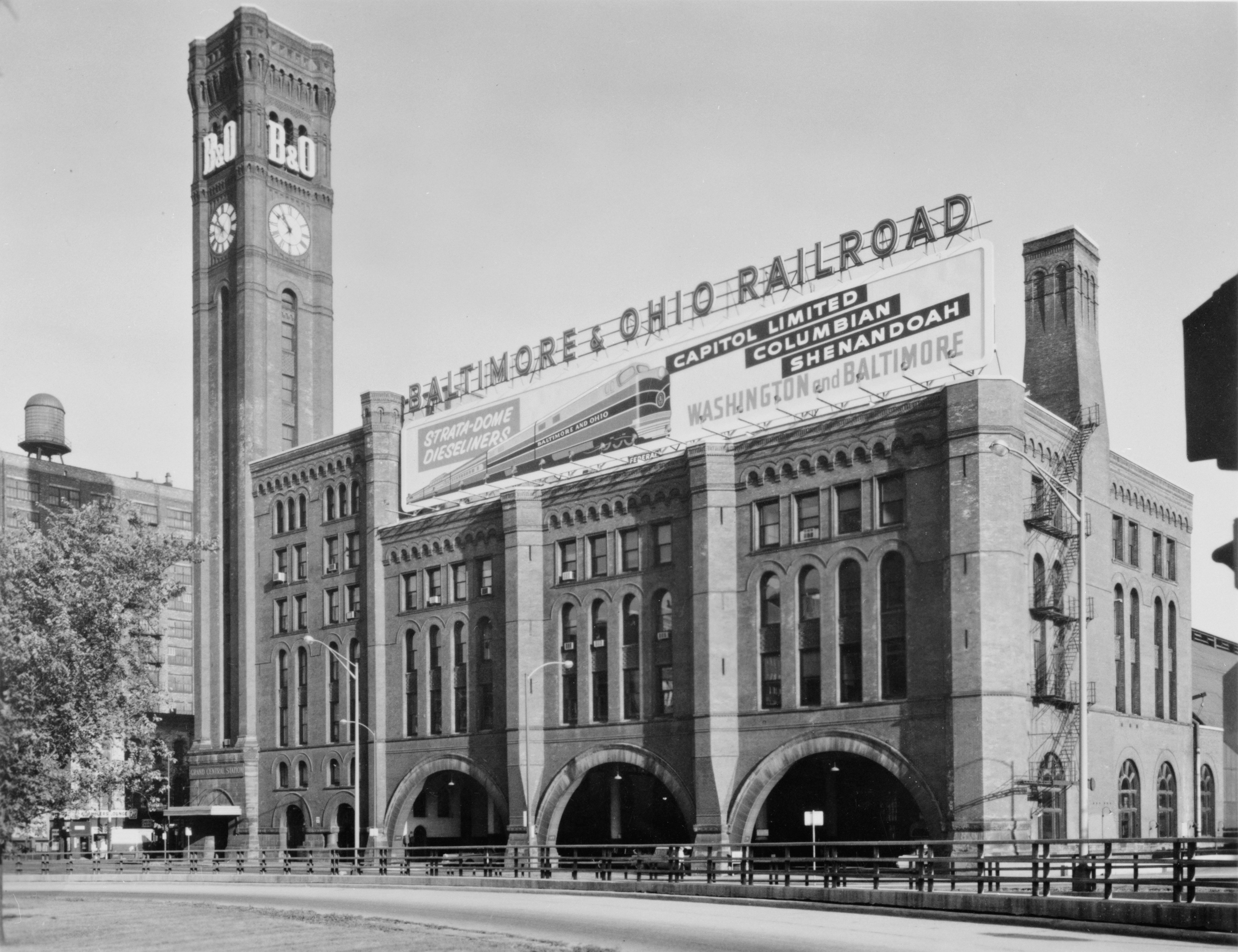
Grand Central Station in Chicago

Die wirtschaftliche Situation der Gesellschaft wurde jedoch immer schlechter. Die Frachtraten für Güter- und Personenzüge waren schon immer niedrig, und die Umsätze gingen immer weiter zurück, vor allem durch die Konkurrenz beim Kohletransport. Als Gegenmaßnahme versuchte die B&O, bei der Unterhaltung zu sparen mit der Folge, dass sie schnell in den Ruf der Unzuverlässigkeit kam. 1896 bis 1899 stand sie deshalb unter Konkursverwaltung. Ab 1899 erwarb die Pennsylvania Railroad einen größeren Aktienanteil und machte Leonore F. Loree zum Präsidenten. Er sorgte dafür, dass die Strecken ausgebaut wurden. Es wurden Steigungen reduziert und Kurvenradien vergrößert sowie zweite Streckengleise errichtet. Außerdem wurde ein größerer Anteil an der Reading Company erworben, die ihrerseits die Central Railroad of New Jersey kontrollierte. 1906 und 1913 verkaufte die PRR ihren Anteil an die Union Pacific Railroad. Diese gab die Aktien an ihre Anteilseigner anstelle von Dividendenzahlungen weiter. 1910 wurde Daniel Willard Präsident der Gesellschaft. 1910 erfolgte der Kauf der Chicago Terminal Transfer Railroad, die als Baltimore & Ohio Chicago Terminal weiterbetrieben wurde. 1917 erfolgte der Erwerb von Strecken nach Charleston (West Virginia) und von Cincinnati nach Toledo, Ohio.
1927 wurde das hundertjährige Bestehen der Gesellschaft mit der Ausstellung „The Fair of the Iron Horse“ gefeiert. Dazu wurden alle vorhandenen historischen Lokomotiven restauriert, und gleichzeitig legte man damit den Grundstock zum späteren B&O Railroad Museum. Die Netzerweiterung ging 1926 mit dem Kauf der Cincinnati, Indianapolis & Western (Hamilton, Ohio – Indianapolis – Springfield (Illinois)) und 1927 mit dem Erwerb von 18 % der Aktien der Wheeling & Lake Erie weiter. Im selben Jahr begann auch die Beteiligung an der Western Maryland Railway. 1929 wurde die Chicago & Alton Railroad erworben und unter eigener Regie als Alton Railroad betrieben. 1947 wurde diese Gesellschaft wieder eigenständig.
1932 wurden die Buffalo, Rochester and Pittsburgh Railway und die Buffalo and Susquehanna Railroad erworben. Infolge der Weltwirtschaftskrise fielen die Aktienkurse auf knapp 1 % des vorherigen Wertes. Auch Dividendenzahlungen waren in den Folgejahren nicht mehr möglich. 1934 erhielt die B&O Benutzungsrechte auf der Strecke McKeesport–New Castle der Pittsburgh and Lake Erie Railroad (P&LE). Da diese Strecke größere Kurvenradien und geringere Steigungen aufwies als die eigenen Strecken, verlagerte die B&O ihren Personenverkehr auch auf diese Strecke.

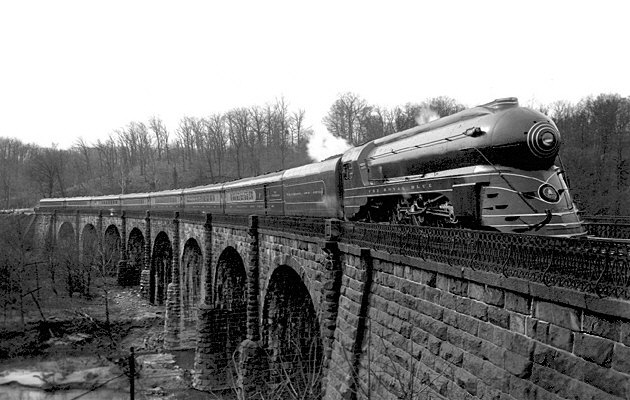
Royal Blue auf dem Thomas-Viadukt

Die B&O konkurrierte ständig mit der Pennsylvania Railroad und der New York Central Railroad (NYC) auf den Strecken New York – Chicago und New York – St. Louis. Ihre ungünstigeren, weil längeren, Strecken versuchte sie durch eine frühzeitige Verdieselung ab 1935 auszugleichen. Auf der Relation Washington – New York konnte sie ihre Standortnachteile besonders in New York selbst nie aufholen und stellte schließlich 1958 den Personenzugverkehr auf dieser Strecke ein, damit wurden auch viele Bahnhöfe wie der Bahnhof Philadelphia stillgelegt. Bereits ab 1948 hatte sie ihr Angebot an Personenzügen im gesamten Netz von Jahr zu Jahr mehr reduziert. Die letzte Dampflokomotive fuhr 1958, bereits zwei Jahre später hatte die Gesellschaft keine Lokomotive mehr in ihrem Bestand. Im Lokschuppen des Bahnhofes Mount Clare Station in Baltimore eröffnete die Gesellschaft am 4. Juli 1953 das Baltimore and Ohio Railroad Museum, dessen Sammlung über die Fahrzeuge der Gesellschaft weit hinausgeht.

### Das Ende der B&O
Ab 1960 begann die Chesapeake and Ohio Railroad (C&O) Aktien der B&O zu kaufen. Die NYC machte auch ein Angebot, aber die Aktionäre der B&O lehnten dieses ab. Anfang 1963 besaß die C&O bereits 90 % der Aktien. 1968 erlaubte die ICC die gemeinsame Kontrolle der Western Maryland. Am 15. Juni 1973 wurde die Gesellschaft ein Tochterunternehmen der Chessie System Inc. Die letzte Erwerbung erfolgte 1981, als die Gesellschaft die Strecke Blue Island (Illinois) – Henry (Illinois) aus den Resten der Chicago, Rock Island and Pacific Railroad erwarb. Am 30. April 1987 wurde die B&O dann von der C&O endgültig übernommen und anschließend in die CSX Transportation integriert.

## Einsatz von Drehgestellwagen

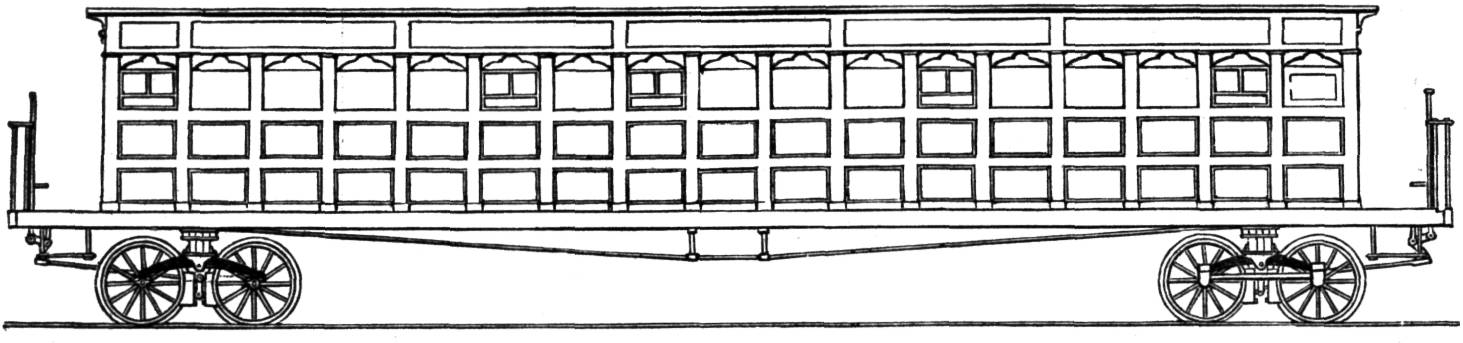
Erster Personenwagen der B&O mit Drehgestellen

Bereits 1830 verband die Gesellschaft zwei kurze zweiachsige Flachwagen mit einer Ladebrücke um im Winter leichter und schneller Brennholz transportieren zu können. Ab 1834 setzte man richtige Personen- und Güterwagen mit Drehgestellen ein. Konstruiert wurden diese Fahrzeuge vom Maschinenbauingenieur Ross Winans. Nach seinen Entwürfen entstanden ab 1846 auch die ersten Eisenbahnwagen der Königlich Württembergischen Staats-Eisenbahnen.

## Präsidenten
- 1827 – 1836 Philip E. Thomas
- 1836 Joseph W. Patterson (interim)
- 1837 – 1847 Louis McLane
- 1847 – 1853 Thomas Swann
- 1853 – 1855 William G. Harrison
- 1855 – 1857 Chauncy Brooks
- 1857 – 1884 John W. Garrett
- 1884 – 1887 Robert Garrett
- 1887 Francis Burns
- 1887 – 1888 Samuel Spencer
- 1888 – 1896 Charles F. Meyer
- 1896 – 1901 John K. Cowen
- 1901 – 1903 Leonor F. Lovee
- 1903 – 1910 Oscar G. Murray
- 1910 – 1941 Daniel Willard
- 1941 – 1953 Roy Barton White
- 1953 – 1961 Howard E. Simpson
- 1961 – 1964 Jervis Langdon Jr.
- 1964 – 1965 Walther Touhy
- 1965 – 1971 Gregory S. Devine
- 1971 – 1979 Hays T. Watkins
- 1979 – 1987 John T. Collinson